# 五氟化镎
五氟化镎，又称氟化镎(V)是一种无机化合物，由镎和氟组成，化学式 NpF5。

## 制备
五氟化镎可以由六氟化镎与碘化合而成：
{\displaystyle \mathrm {10\ NpF_{6}\ +\ I_{2}\ \longrightarrow \ 10\ NpF_{5}\ +\ 2\ IF_{5}} }
五氟化碘会以副产物的形式生成。

## 性质
五氟化镎会在 318 °C 下分解，形成四氟化镎 和六氟化镎。 和五氟化铀不同，五氟化镎不与三氯化硼反应， 不过它会和氟化锂 在HF 反应，形成LiNpF6。